# 安倍氏 (奥州)
安倍氏（日语：／）是日本平安时代陆奥国（又称奥州）的一支豪族。家祖是安倍忠赖。
有一种广为流传的说法认为，安倍氏是俘囚长（即在俘囚中由大和朝廷权力任命的有力者）。在文献记载中，《康平七年太政官符》中写有“故俘囚首安倍赖时”的字样。
安倍氏通过婚姻等手段扩大势力，在安倍赖时（安倍忠赖之孙、安倍忠良之子）的时代（11世纪中叶）达到鼎盛。安倍氏以奥六郡（今岩手县内陆地区）为据点，其影响力扩展至糠部（今青森县东部）至亘理、伊具（今宫城县南部）等广大区域。据宫廷贵族平范国所撰写的日记《范国记》于长元九年（1036年）十二月二十二日的记载，有一则关于被认为是安倍赖时之父的“安倍忠好（良）”在同日就任为陆奥权守的记述，从中可以看出，在前九年之役爆发前仅约十五年，安倍氏在陆奥国中已被国家重用。安倍赖时的次子安倍贞任自称“厨川次郎”，以厨川为根据地，负责统治岩手郡。岩手郡被认为是通往北方和闭伊地区交流的要地，长子因双目失明，实质上作为长子的贞任被安排到岩手郡任职。另外，考虑到贞任的兄弟并未被安排在斯波郡和稗贯郡，可推测包括这两郡在内的奥六郡北部三郡很可能由贞任所管辖。此外，前九年之役的战斗几乎集中在奥六郡以南的磐井郡，战场的栅与地名也多见于磐井郡，因此认为该郡也处于安倍氏的势力范围之内。
安倍氏的主要栅堡分别为厨川栅（位于雫石川北岸）、黑泽尻栅（位于和贺川北岸）与鸟海栅（位于胆泽川北岸），与9世纪时志波城建于雫石川南岸、胆泽城建于胆泽川南岸的格局相对。这表明，如果将河川视为防线，9世纪时的城栅是为防备北方的虾夷而建，而11世纪安倍氏的栅堡则是为警惕来自南方的国府等势力而建。根据对鸟海栅遗址的发掘调查，安倍氏的栅与胆泽城及其延续系统中的胆泽城司、镇守府将军等官署馆舍明显不同，被认为是以古代聚落中的地方有力者的宅邸为基础而形成的。
后来，赖时与朝廷发生对立，进而爆发与源赖义率领的官军之间的“前九年之役”。赖时在战事中途战死，其子安倍贞任继承其位，但在仙北的俘囚首领出羽清原氏多次响应源赖义的请求出兵参战之后，安倍氏难以支撑，最终战败，贞任战死，安倍氏从此失势。赖时的三子安倍宗任和五子安倍正任分别被流放至伊予（后转至筑前的宗像）和肥后。此外，赖时之女有加一乃末陪原为亘理（今宫城县亘理町）豪族、因倒向安倍氏而败亡的藤原经清之妻，后改嫁给清原武贞，其子（即后来的藤原清衡）也被武贞收养为义子。清原氏继承安倍氏的地位，但在“后三年之役”中灭亡，清衡继承其地位，奠定奥州藤原氏的兴盛基础。
位于北上市的国见山废寺建于10世纪中叶，据推测其发展与安倍氏有关。